# Geschichtsverein Markgräflerland

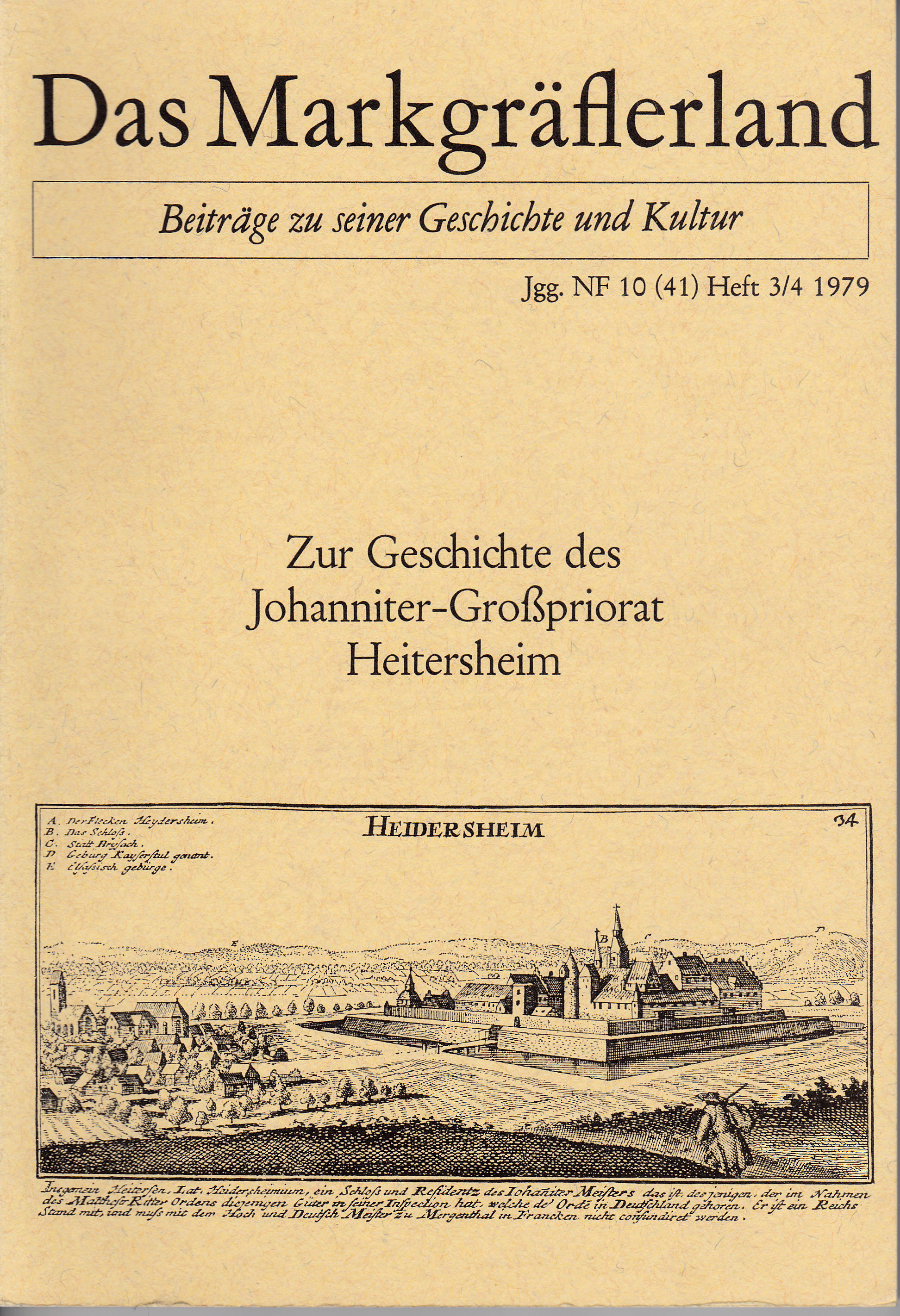
Titelbild der Zeitschrift des Geschichtsvereins

Der Geschichtsverein Markgräflerland e. V. ist ein regionaler Geschichtsverein, der sich der Erforschung der Geschichte des Markgräflerlandes widmet.

## Vereinszweck
„Erforschung der Geschichte des Markgräflerlandes und seiner angrenzenden Gebiete in allen ihren Zweigen, der Volks- und Naturkunde, der Geologie und Genealogie. Auch die Belange des Natur- und Denkmalschutzes sollen gefördert werden.“

## Arbeitsgebiet
Im Geleitwort zur ersten Ausgabe der Zeitschrift „Das Markgräflerland“ hat Karl Seith das Arbeitsgebiet der Arbeitsgemeinschaft und der Zeitschrift genauer definiert. „Der Kern ihres Arbeitsgebietes ist das Markgräflerland, also der Raum der drei Herrschaften Rötteln, Sausenberg und Badenweiler. Hinzu treten der Bezirk des weiland bischöflich baselischen Amtes Schliengen und eine Reihe kleinerer Adelsherrschaften, die dazwischen hineingestreut sind. Dazu gehört auch die ehemalige Reichsstadt Neuenburg am Rhein. Längs der Ostflanke des Markgräflerlandes liegen die beiden alten Talvogteien Todtnau und Schönau im hinteren Wiesental, nebst den beiden Herrschaften Zell und Wehr. Auch deren Geschichte soll in dieser Zeitschrift Pflege finden.“

## Entwicklung des Namens
Seit der Gründung 1929 gab es mehrere Anpassungen des Namens und der Rechtsform.
- Arbeitsgemeinschaft zur Pflege der Heimatgeschichte des Markgräflerlandes (1929–1955)[3]
- Arbeitsgemeinschaft Markgräflerland für Geschichte und Landeskunde (1955–1966)[4]
- Arbeitsgemeinschaft Markgräflerland für Geschichte und Landeskunde e. V. (1966–1990)
- Geschichtsverein Markgräflerland e. V. (seit 1990)

## Geschichte

### Vorläufer
1882 wurde in Lörrach ein Altertumsverein gegründet, der historische Exponate für ein Heimatmuseum sammelte. Der Verein wurde 1915 aufgelöst und seine Arbeit wurde durch eine Ortsgruppe des Landesvereins Badische Heimat fortgeführt.
Vor dem Ersten Weltkrieg veranstaltete schon der Frauenverein Schopfheim Vortragsabende über lokalhistorische Themen. Im November 1913 wurde dann in Schopfheim der „Historische Verein für das Markgräflerland und die angrenzenden Gebiete“ unter der Leitung des Schopfheimer Stadtpfarrers, Rudolf Faißt, gegründet. Dieser Verein publizierte 1915–1922 die Zeitschrift „Blätter aus der Markgrafschaft“ die 1922 mit der Zeitschrift „Badische Heimat“ („Mein Heimatland“) zusammengelegt wurde. Der Verein löste sich 1927 auf, nachdem in diesem Jahr nochmals ein letztes Heft der „Blätter aus der Markgrafschaft“ mit der „Geschichte der Edelherren von Rötteln“ von Otto Konrad Roller erschienen war.
In der Zwischenzeit hatten die bisherigen Autoren der „Blätter aus der Markgrafschaft“ in den Publikationen des Landesvereins „Badische Heimat“ eine Plattform für ihre Beiträge gefunden. Die „Badische Heimat“ widmete ihr Jahresheft 1923 dem Markgräflerland und publizierte 1926 in seiner Reihe Heimatblätter „Vom Bodensee zum Main“ in Nummer 28 die Arbeit von Karl Seith zum Bauernkrieg (Das Markgräflerland und die Markgräfler im Bauernkrieg des Jahres 1525). Die Idee alle historischen Vereine Badens unter einem Dach vereinigen zu können scheiterte jedoch an unterschiedlichen Vorstellungen über die Ziele und so wollte man auch im Markgräflerland wieder eine eigene Organisation gründen.
Die „Blätter aus der Markgrafschaft“ sind als Digitalisate bei der Universitätsbibliothek Freiburg verfügbar.

### Gründung und Anfang
Am 3. April 1929 wurde im Haltinger Gasthaus „Zum Hirschen“ die „Arbeitsgemeinschaft zur Pflege der Heimatgeschichte des Markgräflerlandes“ gegründet. Gründungsmitglieder waren vier Lehrer, drei Pfarrer und ein Kirchenrat (siehe Gründungsmitglieder).
Die Haupttätigkeit der Arbeitsgemeinschaft bzw. des Vereins war und ist die Herausgabe einer heimatgeschichtlichen Zeitschrift.
Darüber hinaus werden Studienfahrten und Tagungen veranstaltet, die auch Nichtmitgliedern offenstehen. Zielorte sind dabei jeweils geschichtsträchtige Orte im Markgräflerland, dem nördlich angrenzenden Gebiet, der Schweiz oder im Elsass.
Die Arbeitsgemeinschaft arbeitete auch im Volksbildungswerk der Nationalsozialistischen Gemeinschaft „Kraft durch Freude“ mit.
1944 gab der nationalsozialistische Reichsstatthalter Robert Wagner den Befehl zur Einstellung der Tätigkeit aller Geschichts- und Altertumsvereine. Am 23. September 1944 meldete Karl Seith den Vollzug.

### Nach dem Krieg
Die französischen Besatzungsbehörden untersagten zunächst jede Tätigkeit von Vereinigungen. Auch die individuelle Arbeit an Geschichtsthemen war erschwert da nicht nur die Archive in Basel und Colmar im Ausland lagen, sondern auch das Archiv in Karlsruhe (Amerikanische Besatzungszone). Als im Herbst 1946 Vereine grundsätzlich wieder möglich waren, hatte die Arbeitsgemeinschaft das Problem, dass sie die geforderten drei unbelasteten Mitglieder zur Gründung nicht aufbringen konnte. Das Gründungsmitglied Karl Herbster wurde immer als unbelastet angesehen, aber mit seinem Tod im Herbst 1948 fehlte es wieder an unbelasteten Personen, die eine neue Vereinsgründung vorantreiben konnten. Karl Seith selbst war während der Herrschaft des Nationalsozialismus in der Lehrerausbildung tätig und wurde erst später bei der Entnazifizierung als Mitläufer eingestuft.
Mit ihrer Hauptversammlung am 3. Dezember 1950 lebte die Arbeitsgemeinschaft wieder auf und Karl Seith agierte wieder als Organisator und Schriftleiter. Ab 1951 wurde Das Markgräflerland wieder regelmäßig herausgegeben. Seit 1956 nannte sich die Arbeitsgemeinschaft nun Arbeitsgemeinschaft Markgräflerland für Geschichte und Landeskunde. Noch immer war die Arbeitsgemeinschaft kein eingetragener Verein und es gab keinen Vorstand. Karl Seith hatte 1936 und 1957 Vorstöße in diese Richtung versucht, aber erst nach seinem Tod 1963, wurde dann 1966 ein Verein gegründet (Arbeitsgemeinschaft Markgräflerland für Geschichte und Landeskunde e. V.). Mit der Verteilung der Arbeitslast auf mehrere Vorstandsmitglieder nahmen die Aktivitäten des Vereins zu. Die zu Ende der Ära Seith meist entfallenen Tagungen wurden wieder aufgenommen. Die Zahl der Mitglieder erreichte 1974 die 1000er-Grenze und 1997 hatte man 1300 Mitglieder. Bis September 2018 war die Mitgliederzahl auf 780 gesunken.
Am 30. September 1990 stimmte die Mitgliederversammlung für die Änderung des Vereinsnamens in „Geschichtsverein Markgräflerland e. V.“. Heute ist der Markgräfler Geschichtsverein auch Teil des Netzwerks Geschichtsvereine.

## Publikationen

### Die ZeitschriftDas Markgräflerland
Die Zeitschrift wurde von 1929 bis 1936 mit vier Heften pro Jahrgang herausgegeben. 1937 verfügte die Reichspressekammer eine Reduktion auf 3 Hefte pro Jahrgang, was durch die Zusammenlegung der Hefte 3 und 4 umgesetzt wurde ohne den Jahresumfang von 128 Seiten zu reduzieren. Der 12. Jahrgang erschien 1941 nur noch mit zwei Heften von einem Gesamtumfang von 64 Seiten. 1951 bis 2012 erschienen jeweils 2 Hefte pro Jahrgang. Seit 2013 wurde – aus finanziellen Gründen – jährlich nur noch ein Band der Zeitschrift „Das Markgräflerland“ herausgegeben. 2015 erschien neben dem Jahresband als Band 2/2015 ein Sonderband mit der szenischen Darstellung Der Markgräfler Bauernaufstand von 1524/25. Auch 2019 erschien zusätzlich zum Jahresband ein Sonderband (Sonderband 1/2019: Hansjörg Noe: Mitgelaufen – NS-Geschichte in den Ortschaften im Kleinen Wiesental).
Bereits im Juli 1930 hatte die neue Zeitschrift über 500 Abonnenten. Damit wurde die Zahl übertroffen, die die als Vorgänger angesehene Zeitschrift „Blätter aus der Markgrafschaft“ in der letzten Ausgabe hatte.
Der Röttelnbund e. V. und der Bürgelnbund e. V. nutzten zeitweise „Das Markgräflerland“ zur Publikation ihrer Vereinsnachrichten.
Als 1968 der Hebelbund Müllheim die Herausgabe seiner Zeitschrift Die Markgrafschaft nicht mehr finanzieren konnte, wurde der Hebelbund Müllheim bis 1980 Mitherausgeber der Zeitschrift Das Markgräflerland.
Die Bände der Zeitschrift Das Markgräflerland sind bis und mit Band 2017 als Digitalisate bei der Universitätsbibliothek Freiburg fast vollständig verfügbar. Das Projekt wurde durch den Landkreis Lörrach („Fonds Schlossgut Istein“ zur Kulturförderung) unterstützt.
Der Jahresband 2022 wurde erst Ende 2023 publiziert und die Bände 2023 und 2024 stehen noch aus (Stand September 2024).

### Ortssippen-/Ortsfamilienbücher
Der Geschichtsverein betreibt zusammen mit der „Genealogisch-Heraldische Gesellschaft der Regio Basel (GHGRB)“ das Projekt Markgräfler Familiennamenbuch (MFNB), in dessen Rahmen eine Anzahl von Ortsfamilien-/Ortssippenbücher herausgegeben wurden.

### Markgräfler Jahrbuch
Das Markgräfler Jahrbuch wurde von Karl Seith, Hermann Burte, Ernst Grether und Otto Reinacher ins Leben gerufen. Diese Personen sahen sich mit ihrem Projekt in der Tradition Hebels mit seinem „Rheinländischer Hausfreund“ und Hermann Albrechts mit seinem „'S Gotte-Stübli. Ein oberrheinisches Jahrbuch.“.
Das Jahrbuch erschien erstmals 1939, musste aber bereits nach dem zweiten Jahrgang wegen des allgemeinen Papiermangels wieder eingestellt werden. 1954 und 1962 erschien das Jahrbuch dann nochmals.
Das Jahrbuch 1939 stand schon stark unter nationalsozialistischem Einfluss. Ernst Krieck – einer der führenden nationalsozialistischen Erziehungswissenschaftler – lieferte z. B. einen längeren Beitrag über „Nationalpolitische Erziehung“.
„Das Markgräfler Jahrbuch 1940/41 ist ein Kriegsbuch geworden.“ Die Beiträge sollten den Wehrwillen der Markgräfler heben. Der NSDAP-Kreisleiter, Rudolf Allgeier, schrieb „…dann wird jeder wissen, daß der Sinn dieses Krieges die Sicherung des Lebens des deutschen Menschen ist.“
Alle Bände des Jahrbuches sind als Digitalisate bei der Universitätsbibliothek Freiburg verfügbar.

### Weitere Publikationen
Zu Weihnachten 1942 und 1943 wurden von der Arbeitsgemeinschaft die Markgräfler Heimatbriefe. Den Söhnen im Felde im Auftrag des Kreisleiters und NS-Kriegsverbrecher, Hugo Grüner, herausgegeben. Die Zusammenstellung der Hefte erfolgte durch Kreiskulturstellenleiter, Otto Reinacher. Auch bei dieser Publikation ging es um die Erhaltung des Wehrwillens.
Die Markgräfler Heimatbriefe 1942–1943 sind als Digitalisate bei der Universitätsbibliothek Freiburg verfügbar.

## Persönlichkeiten

### Gründungsmitglieder
- Jakob Böser, Hauptlehrer in Höllstein
- Karl F. David, Stadtpfarrer in Neuenburg
- Albert Eisele, Hauptlehrer in Kandern
- Karl Herbster, Hauptlehrer in Lörrach
- Carl Mennicke, Pfarrer in Hauingen
- Karl Seith, Fortbildungsschullehrer in Schopfheim
- Gotthold Schlusser, Kirchenrat in Sulzburg (vormals Pfarrer in Weil am Rhein)
- Ludwig Siefert, Pfarrer in Grenzach

### Schriftleiter der ZeitschriftDas Markgräflerland
- Karl Seith (1929–1941; 1951–1963)
- Johannes Helm (1963–1966)
- Fritz Schülin (1966–1979)
- Christian Martin Vortisch (1980–1987) als verantwortlicher Schriftleiter; Julius Kraus als geschäftsführender Schriftleiter
- Erhard Richter (1987–2018)
- Hubert Bernnat (2018–  )

### Vorsitzende
- Christian Martin Vortisch[35] (1966–1987)
- Julius Kraus (1987–1990)
- Erhard Richter (1990–2011)
- Fred Wehrle (2011–2014)
- Erhard Richter (2014–2015)
- Hubert Bernnat (2015– )

### Ehrenvorsitzende
- Christian Martin Vortisch (Ernennung 1987)
- Erhard Richter (Ernennung 2011)

### Autoren (Auswahl)
- Ronald G. Asch
- Eduard Böhler
- Horst Buszello
- Friedrich Kuhn
- Markus Mattmüller
- Amédée Membrez
- Meinrad Schaab
- Klaus Schubring
- Hans Jakob Wörner
- Thomas Zotz